# Distretto di Basildon
Il Distretto di Basildon è un distretto dell'Essex, Inghilterra, Regno Unito, con sede nella città omonima.
Il distretto fu creato con il Local Government Act 1972, il 1º aprile 1974 dalla fusione del distretto urbano di Basildon con parte del distretto rurale di Thurrock.

## Località e parrocchie
Le località del distretto sono:
- Basildon
- Billericay
- Laindon
- Pitsea
- Wickford
- Villaggi di Bowers Gifford, Crays Hill, Great Burstead, Little Burstead, North Benfleet, Ramsden Bellhouse

Le parrocchie del distretto sono:
- Billericay
- Great Burstead and South Green
- Little Burstead
- Noak Bridge
- Ramsden Bellhouse
- Ramsden Crays